# Ops melastigma
Ops melastigma är en fjärilsart som beskrevs av De Nicéville 1887. Ops melastigma ingår i släktet Ops och familjen juvelvingar. Inga underarter finns listade i Catalogue of Life.